# 49. ceremonia wręczenia Oscarów
49. ceremonia rozdania Oscarów odbyła się 28 marca 1977 roku w Dorothy Chandler Pavilion w Los Angeles.

## Wykonawcy piosenek
- „Ave Satani” – Tony Vivante
- „Come to Me” – Tom Jones
- „Evergreen” – Barbra Streisand
- „Gonna Fly Now” – Ben Vereen
- „A World That Never Was” – Eddie Albert

## Laureaci

### Najlepszy film
- Irwin Winkler, Robert Chartoff – Rocky
- Walter Coblenz – Wszyscy ludzie prezydenta
- Robert F. Blumofe, Harold Leventhal – By nie pełzać na kolanach
- Howard Gottfried – Sieć
- Michael Phillips, Julia Phillips – Taksówkarz

### Najlepszy aktor
- Peter Finch – Sieć (przyznana pośmiertnie)
- William Holden – Sieć
- Giancarlo Giannini – Siedem piękności Pasqualino
- Sylvester Stallone – Rocky
- Robert De Niro – Taksówkarz

### Najlepszy aktor drugoplanowy
- Jason Robards – Wszyscy ludzie prezydenta
- Laurence Olivier – Maratończyk
- Ned Beatty – Sieć
- Burgess Meredith – Rocky
- Burt Young – Rocky

### Najlepsza aktorka
- Faye Dunaway – Sieć
- Liv Ullmann – Twarzą w twarz
- Sissy Spacek – Carrie
- Marie-Christine Barrault – Kuzyn, kuzynka
- Talia Shire – Rocky

### Najlepsza aktorka drugoplanowa
- Beatrice Straight – Sieć
- Jane Alexander – Wszyscy ludzie prezydenta
- Piper Laurie – Carrie
- Jodie Foster – Taksówkarz
- Lee Grant – Przeklęty rejs

### Najlepsza scenografia i dekoracje wnętrz
- George Jenkins, George Gaines – Wszyscy ludzie prezydenta
- Elliot Scott, Norman Reynolds – Niezwykła Sara
- Gene Callahan, Jack T. Collis, Jerry Wunderlich – Ostatni z wielkich
- Dale Hennesy, Robert De Vestel – Ucieczka Logana
- Robert F. Boyle, Arthur Jeph Parker – Rewolwerowiec

### Najlepsze zdjęcia
- Haskell Wexler – By nie pełzać na kolanach
- Richard H. Kline – King Kong
- Ernest Laszlo – Ucieczka Logana
- Owen Roizman – Sieć
- Robert Surtees – Narodziny gwiazdy

### Najlepsze kostiumy
- Danilo Donati – Casanova
- William Ware Theiss – By nie pełzać na kolanach
- Anthony Mendleson – Niezwykła Sara
- Mary Wills – The Passover Plot
- Alan Barrett – Obsesja Sherlocka Holmesa

### Najlepsza reżyseria
- John G. Avildsen – Rocky
- Alan J. Pakula – Wszyscy ludzie prezydenta
- Ingmar Bergman – Twarzą w twarz
- Sidney Lumet – Sieć
- Lina Wertmüller – Siedem piękności Pasqualino

### Pełnometrażowy film dokumentalny
- Barbara Kopple – Harlan County U.S.A.
- James C. Gutman, David Helpern – Hollywood on Trial
- Michael Firth – Off the Edge
- Anthony Howarth, David Koff – People of the Wind
- Donald Brittain, Robert A. Duncan – Volcano: An Inquiry Into the Life and Death of Malcolm Lowry

### Krótkometrażowy film dokumentalny
- Lynne Littman – Number Our Days
- Sparky Greene – American Shoeshine
- Tony Ianzelo, Andy Thomson – Blackwood
- John Armstrong – The End of the Road
- Lester Novros – Universe

### Najlepszy montaż
- Richard Halsey, Scott Conrad – Rocky
- Robert L. Wolfe – Wszyscy ludzie prezydenta
- Robert C. Jones, Pembroke J. Herring – By nie pełzać na kolanach
- Alan Heim – Sieć
- Eve Newman, Walter Hannemann – Dwuminutowe ostrzeżenie

### Najlepszy film nieangielskojęzyczny
- Wybrzeże Kości Słoniowej – Jean-Jacques Annaud – Czarne i białe w kolorze
- Francja – Jean-Charles Tacchella – Kuzyn, kuzynka
- NRD – Frank Beyer – Jakub kłamca
- Polska – Jerzy Antczak – Noce i dnie
- Włochy – Lina Wertmüller – Siedem piękności Pasqualino

### Najlepsza muzyka oryginalna
- Jerry Goldsmith – Omen
- Bernard Herrmann – Obsesja
- Jerry Fielding – Wyjęty spod prawa Josey Wales
- Bernard Herrmann – Taksówkarz
- Lalo Schifrin – Przeklęty rejs

### Najlepszy adaptacja muzyki
- Leonard Rosenman – By nie pełzać na kolanach
- Paul Williams – Bugsy Malone
- Roger Kellaway – Narodziny gwiazdy

### Najlepsza piosenka
- „Evergreen” – Narodziny gwiazdy – muzyka: Barbra Streisand; słowa: Paul Williams
- „A World that Never Was” – Half a House – muzyka: Sammy Fain; słowa: Paul Francis Webster
- „Ave Satani” – Omen – Jerry Goldsmith
- „Come to Me” – Różowa Pantera kontratakuje – muzyka: Henry Mancini; słowa: Don Black
- „Gonna Fly Now” – Rocky – muzyka: Bill Conti; słowa: Carol Connors, Ayn Robbins

### Najlepszy dźwięk
- Arthur Piantadosi, Les Fresholtz, Dick Alexander, Jim Webb – Wszyscy ludzie prezydenta
- Harry W. Tetrick, William L. McCaughey, Aaron Rochin, Jack Solomon – King Kong
- Harry W. Tetrick, William L. McCaughey, Lyle J. Burbridge, Bud Alper – Rocky
- Donald O. Mitchell, Douglas O. Williams, Richard Tyler, Harold M. Etherington – Express Srebrna Strzała
- Robert Knudson, Dan Wallin, Robert Glass, Tom Overton – Narodziny gwiazdy

### Najlepsze efekty specjalne (Nagroda Specjalna)
- Carlo Rambaldi, Glen Robinson, Frank Van der Veer – King Kong
- L. B. Abbott, Glen Robinson, Matthew Yuricich – Ucieczka Logana

### Krótkometrażowy film animowany
- Suzanne Baker – Leisure
- Manfredo Manfredi – Dedalo
- Caroline Leaf, Guy Glover – The Street

### Krótkometrażowy film aktorski
- Andre Guttfreund, Peter Werner – In The Region Of Ice
- Marjie Short (as Marjorie Anne Short) – Kudzu
- Julian Chagrin, Claude Chagrin – The Morning Spider
- Claire Wilbur, Robin Lehman – Nightlife
- Dyan Cannon, Vince Cannon – Number One

### Najlepszy scenariusz oryginalny
- Paddy Chayefsky – Sieć
- Jean-Charles Tacchella i Danièle Thompson – Kuzyn, kuzynka
- Walter Bernstein – Figurant
- Lina Wertmüller – Siedem piękności Pasqualino
- Sylvester Stallone – Rocky

### Najlepszy scenariusz adaptowany
- William Goldman – Wszyscy ludzie prezydenta
- Robert Getchell – By nie pełzać na kolanach
- Federico Fellini i Bernardino Zapponi – Casanova
- Nicholas Meyer – Obsesja Sherlocka Holmesa
- Steve Shagan i David Butler – Przeklęty rejs